# Acropyga termitobia
Acropyga termitobia é uma espécie de formiga do gênero Acropyga, pertencente à subfamília Formicinae.